# ジャン＝ジャック・ゴッソ
ジャン＝ジャック・ゴッソ（Jean-Jacques Gosso, 1983年3月15日 - ）は、コートジボワール・アビジャン出身のサッカー選手。コートジボワール代表の選手である。ポジションは守備的MF。

## 経歴

### クラブ
地元アビジャンのステラ・クラブでキャリアをスタートさせた。アルゼンチン人コーチのルイス・オスカル・フローネに見出され、ボトラ(モロッコ1部リーグ)の強豪クラブウィダード・カサブランカに移籍。2005-06シーズンには最優秀外国人選手賞を受賞した。2006年にはイスラエルのマッカビ・テルアビブとの移籍交渉が行われたが、金銭的な折り合いがつかず破談。2007年1月にイスラエルのFCアシュドッドに移籍した。2008年7月8日にはフランスのリーグ・アンに所属するASモナコのトライアルに参加、戦力として認められ、7月22日に3年契約で移籍した。1年目は守備的MFとしてレギュラーで出場したが、2年目の開幕戦前に怪我を負い、結局8試合しか出場することが出来なかった。2010-2011シーズンは背番号を19に変えて心機一転、チームの中心的な存在として奮闘したものの、チームはリーグ・ドゥに降格することになってしまった。降格後、チームからは契約延長を打診されたものの断り、トルコ・シュペルリガのオルドゥスポルに移籍した。

### 代表
2003年にはUAEで開催された2003 FIFAワールドユース選手権に出場している。
2008年11月19日にイスラエル代表との親善試合で代表デビューを果たした。2010年には2010 FIFAワールドカップの代表メンバーに選出されたものの出場機会はなかった。
また、2010、2012年にはアフリカネイションズカップに出場した。

## 所属クラブ
- ステラ・クラブ 2000-2002
- ウィダード・カサブランカ 2003-2007
- FCアシュドッド 2007-2008
- ASモナコ 2008-2011
- オルドゥスポル 2011-2012
- メルスィン・ウドマンユルドゥ 2012-2013
- ゲンチレルビルリィSK 2013-2015
- ギョズテペSK 2015-

## 代表歴

### 出場大会
- コートジボワール代表
  - 2010 FIFAワールドカップ

### 試合数
- 国際Aマッチ 24試合 0得点（2008年-2013年）[3]

| コートジボワール代表 | 国際Aマッチ | 国際Aマッチ |
| 年                   | 出場        | 得点        |
| -------------------- | ----------- | ----------- |
| 2008                 | 1           | 0           |
| 2009                 | 3           | 0           |
| 2010                 | 3           | 0           |
| 2011                 | 3           | 0           |
| 2012                 | 11          | 0           |
| 2013                 | 3           | 0           |
| 通算                 | 24          | 0           |

## 獲得タイトル

### 国内タイトル
- ボトラ : 1回
  - 2006